# 세인트루이스 아레나
세인트루이스 아레나(영어: St. Louis Arena)는 미국 미주리주 세인트루이스에 위치한 실내 경기장이다. 과거 NBA 세인트루이스 호크스의 홈경기장으로 NHL 세인트루이스 이글스, 세인트루이스 블루스의 홈경기장으로, 시카고 블랙호크스 제2홈 경기장, 그리고 ABA 스피릿츠 오브 세인트루이스와 AHL 세인트루이스 플라이어스, BAA 세인트루이스 보머스의 홈경기장으로 사용했다.
| NBA 올스타전 개최 경기장 |                            |                   |
| 1957년                   | 1958년 세인트루이스 아레나 | 1959년            |
| 보스턴 가든              | 1958년 세인트루이스 아레나 | 올림피아 스타디움 |
|                          |                            |                   |
|                          |                            |                   |

| NBA 올스타전 개최 경기장             |                            |                            |
| 1961년                               | 1962년 세인트루이스 아레나 | 1963년                     |
| 오논다가 카운티 워 메모리얼 콜리시엄 | 1962년 세인트루이스 아레나 | 로스앤젤레스 스포츠 아레나 |
|                                      |                            |                            |
|                                      |                            |                            |

| NBA 올스타전 개최 경기장 |                            |               |
| 1964년                   | 1965년 세인트루이스 아레나 | 1966년        |
| 보스턴 가든              | 1965년 세인트루이스 아레나 | 신시내티 가든 |
|                          |                            |               |
|                          |                            |               |

| NHL 올스타전 개최 경기장 |                            |             |
| 1969년                   | 1970년 세인트루이스 아레나 | 1971년      |
| 몬트리올 포럼            | 1970년 세인트루이스 아레나 | 보스턴 가든 |
|                          |                            |             |
|                          |                            |             |

| NHL 올스타전 개최 경기장 |                            |                   |
| 1987년                   | 1988년 세인트루이스 아레나 | 1989년            |
| 미개최                   | 1988년 세인트루이스 아레나 | 노스랜즈 콜리시엄 |
|                          |                            |                   |
|                          |                            |                   |